# Astounding Sounds, Amazing Music
Astounding Sounds, Amazing Music — шестой студийный альбом британской рок-группы Hawkwind, записанный ею в феврале-марте 1976 года с продюсером Марком Дёрнли, выпущенный в августе компанией Charisma Records и поднявшийся до #33 в UK Album Charts.

## Об альбоме
Заголовок альбома имеет отношение к двум альманахам научной фантастики 1920-х годов серии «Astounding». По замыслу авторов каждая композиция альбома должна рассматриваться как отдельный научно-фантастический рассказ. Обложка альбома отчасти пародировала оформление альманахов; на внутреннем развороте каждый участник рекламировал какой-то свой продукт (например, Брок — лекарство от геморроя).
Группа записывала альбом в новых условиях, расставшись с менеджером Дугом Смитом, подписав контракт с Тони Ховардом и сменив записывающую компанию: United Artists Records — на Charisma Records. В музыкальном отношении также произошли изменения. Характерное звучание бас-гитары Лемми уступило место более подчищенному, технически безупречному звуку нового участника Пола Рудольфа (экс-Pink Fairies).
В разработке концепции и создании материала приняли участие все члены коллектива, что привело к заметному расширению звуковой и стилистической палитры. Критика также отметила, что в техническом отношении альбом был записан лучше, чем все его предшественники. Брок (в интервью журналу Kerrang! признавал, что выполнявшиеся им прежде миксы были не всегда удачными а иногда нелепыми; этот альбом был первым, к записи которого Hawkwind подошли «на свежую голову», в ясном сознании.
Основные перемены были связаны с возвращением в состав Роберта Калверта, который впервые принял на себя функции фронтмена и ведущего вокалиста. Он подготовил для альбома значительную часть текстов, и именно по его инициативе концертные шоу превратились в спектакли, на которых каждый участник играл свою роль. Калверт говорил, что Hawkwind работали над альбомом, имея в виду сценическую презентацию, и называл группу «спонтанным театром».

## Песни альбома
Текст «Reefer Madness» был написан по мотивам одноимённого пропагандистского фильма 1936 года, призванного остановить распространение марихуаны. Песня исполнялась в ходе последовавшего за релизом турне; её концертная версия вошла в альбом Atomhenge 76. «Reefer Madness» оставалась в репертуаре группы вплоть до 1978 года, когда появился проект Hawklords. В 1990—1991 годах её вновь включили в сет-лист; с вокалисткой Бриджет Уисхарт она была записана для концертного альбома California Brainstorm.
Текст песни «Steppenwolf» был первоначально написан для Эдриана Вагнера, когда тот, работая над альбомом Distances Between Us, заказал Бобу Калверту «песню о городской жизни». Калверт, как он вспоминал позже, как раз читал роман Германа Гессе «Степной волк». «Мне показалось, что в романе присутствует сильный миф о городской жизни; так у меня возникла базовая идея», — говорил вокалист.
Песня исполнялась в ходе турне в поддержку альбома и вошла в концертный диск Atomhenge 76. Она оставалась в репертуаре Hawkwind вплоть до ухода Калверта в 1978 году. Одна из версий вошла в альбом Weird Tapes 4 and 5. В 1982—1984 годах вокальную партию исполнял вернувшийся в состав группы Тёрнер, в 1996 году — Рон Три, а в 2003 году — Артур Браун.
«City Of Lagoons» — инструментальная композиция Алана Пауэлла; на обложке винилового релиза её автором был ошибочно указан Хаус.
«The Aubergine That Ate Rangoon» — инструментальная композиция, заголовок которой — парафраз хита группы Dr. West’s Medicine Show and Junk Band «The Eggplant That Ate Chicago» 1967 года.
Синглом из альбома был выпущен «Kerb Crawler», с «Honky Dorky», джеммингом на тему «Reefer Madness», на оборотной стороне. Существуют две версии первого трека: оригинальная и ремикшированная Дэйвом Гилмором из Pink Floyd: вторая из них и вошла в альбом.
Текст песни «Kadu Flyer» был написан Тёрнером, который по юридическим соображениям «передал» его Джейми Манделькау (Тёрнер имел всё ещё контрактные обязательства перед United Artists). «Каду» здесь — сокращённый вариант написания Kathmandu.
«Chronoglide Skyway» — инструментальная композиция Хауса, ошибочно приписанная Пауэллу на обложке винилового релиза. Она исполнялась в ходе турне и вошла к концертный альбом Atomhenge 76.

## Отзывы критики
6 ноября 1976 года Дик Трейси в NME написал, что альбом «знаменует возвращение Hawkwind к лучшей форме… Их музыка поднялась уровней на 15 по сравнению с первыми днями». Как выдающийся трек он выделил «Reefer Madness» и отметил вклад Саймона Хауса в общее звучание.

## История релизов
- Август 1976: Charisma, CDS4004, UK винил
- Март 1983: Charisma, CHC14, UK винил
- Апель 1989: Virgin, CDSCD 4004, UK CD
- Август 1995: Griffin Music, GCD483-2, USA CD; GCD345-0, USA CD с книгой Майкла Баттеруорта «The Time of the Hawklords».
- 2005: Sunrise Records, LC12774, USA CD
- Январь 2009: Atomhenge (Cherry Red Records) Records, ATOMCD1005, UK CD

### CD Masters
Оригинальный студийный мастер-тейп был то ли утрачен, то ли уничтожен вскоре после винилового релиза. В конечном итоге альбом вышел на CD на лейбле Dojo как виниловый дубль.
Позже вторая версия вышла на канадском лейбле Griffin Music; предположительно, основой для неё послужила одна из ранних версий оригинального мастер-тейпа, сохранившаяся на плёнках Atco Records, которые и были использованы для американского винилового релиза 1975 года и включали в себя микс сингла «Kings of Speed».
Буклет Dojo воспроизводит оригинальную обложку с добавлением: «Особая благодарность Джону Чейзу и Гаю Томасу». Чейз представил незаигранную минт-копию LP, с которой был снят звук для CD Dojo. Гай Томас принёс плёнку с записью сингла «Kings of Speed», а также провёл реставрационную работу со звуком.

## Список композиций

### Сторона 1
1. «Reefer Madness» (Calvert/Brock) — 6:03
2. «Steppenwolf» (Calvert/Brock) — 9:46
3. «City of Lagoons» (Powell) — 5:09

### Side 2
1. «The Aubergine That Ate Rangoon» (Rudolph) — 3:03
2. «Kerb Crawler» (Calvert/Brock) — 3:45
3. «Kadu Flyer» (Turner/House) — 5:07
4. «Chronoglide Skyway» (House) — 5:04

### Griffin CD (бонус-треки)
1. «Honky Dorky» (Hawkwind) — 3:16
2. «Back on the Streets» (Calvert/Rudolph) — 2:56
3. «Dream of Isis» (Brock/House/King) — 2:52

### Atomhenge CD (бонус-треки)
1. «Honky Dorky» (Hawkwind)
2. «Kerb Crawler» (Calvert/Brock), сингл-версия
3. «Back on the Streets» (Calvert/Rudolph), альтернативная версия
4. «Dream of Isis» (Brock/House/King), альтернативная версия

## Участники записи
- Robert Calvert — вокал
- Dave Brock — гитара, клавишные, бэкинг-вокал
- Nik Turner — саксофон, флейта, вокал («Kadu Flyer»)
- Paul Rudolph — бас-гитара, электрогитара
- Саймон Хаус — скрипка, клавишные
- Simon King — ударные
- Alan Powell — ударные